# 類家心平
類家 心平（るいけ しんぺい、1976年4月27日 - ）は、日本のジャズトランペット演奏者、作曲家。青森県八戸市出身。父は版画家の類家謙次郎。

## 来歴
小学4年生の時に実家にあった父のトランペットをいじるうちに魅力に取りつかれ、小中学校では吹奏楽部に入部。高校生時代にジャズ・トランペッター、マイルス・デイヴィスの音楽を聴きトランペッターを志すようになる。その後、海上自衛隊に入隊。入隊直後の数ヶ月間は他の隊員と同様に団体行動の基本動作等の基本教練を受けたのち音楽隊に配属された。
6年間の自衛官生活の後に上京し、多くのミュージシャンとセッションするなどジャズをはじめ、ポップ、前衛、クラブなど、幅広く活動。2004年に6人組のジャズ系ジャムバンドurbのメンバーとしてメジャー・デビュー。3枚のアルバムを発売した際、J-JAZZのランキング1位を獲得した。
菊地成孔ファンでもあり、後に菊地成孔ダブ・セクステットやDC/PRGで共演。2009年6月3日、自身のバンドSHINPEI RUIKE 4PIECE BANDとしてアルバム『Distorted Grace』を発売、ソロ・デビュー。その後、ギターを加えた5人編成バンドとし、RS5pb (Ruike Shinpei 5 piece band)としてライブ・アルバム『4 AM』、スタジオ録音アルバム『UNDA』をリリース。『UNDA』はアナログ盤（180g重量盤、赤色カラーレコード、ドイツ・プレス、完全生産限定盤）でもリリースされた。

## 沿革
- 2001年 - 海上自衛隊大湊音楽隊を退職後、上京。
- 2003年 - 6人組のジャズ系ジャムバンド、「urb」に参加。メンバーはNOBU(g)/SHOTA(p)/BEN(ds)/WATARU(b)/ISAMU(sax)/RUIKE(tp)
- 2004年 - 2月、「urb」としてソニージャズよりメジャー・デビュー。2枚のミニアルバム「urb」、「bru」(7月)を発売する。同年6月には、SME(Thailand)より1st ミニアルバム「urb」が発売され世界進出。12月にはタイで行われた「Bangkok Jazz Festival 2004」に出演。
- 2005年 - 1月、フルアルバム「afterdark」を発売する。
- 2006年 - 「urb」活動休止。自身のバンドを結成。
- 2007年 - 菊地成孔ダブ・セクステットに参加。メンバーは菊地成孔(ts) 坪口昌恭(p) 鈴木正人(b) 本田珠也(ds) パードン木村(dub) 類家心平(tp)。SUGIZO率いるプロジェクト「SHAG」に参加。SUGIZO(Gui, Vi),K-Ta(Vibra, Per, Mac),FIRE(Ba),ヨシウラケンジ(Per),類家心平(tp),sTILLMAN(TurnTable, Mac)。渚フェスティバルに出演。
- 2008年 - SUGIZO率いるソロプロジェクトライヴに参加。
- 2009年 - 6月、自身のバンド、SHINPEI RUIKE 4PIECE BANDの「Distorted Grace」を発売し、ソロデビュー。ハクエイ・キム(p)鉄井孝司(b)吉岡大輔(ds)類家心平(tp)
- 2010年 - 菊地成孔率いるDC/PRG活動再開に伴い、同バンドに加入。
- 2012年 - アニメ「坂道のアポロン」のトランペット演奏を担当。
- 2013年 - 8月、荻窪Velvet SunにてDSDによるライヴ・レコーディングを行い、11月ライヴ・アルバムとしてリリース。メンバーは田中"tak"拓也(g)、中嶋錠二(key)、鉄井孝司(b)、吉岡大輔(ds)の5人となり、RS5pb (Shinpei Ruike 5 piece band)と名乗るようになる。
- 2016年 - 3月、RS5pbとして初となるスタジオ録音盤『UNDA』をリリース。
- 2018年 - 実写版「坂道のアポロン」のトランペット演奏を担当。

## 音楽作品

### ソロ名義
- Distorted Grace (Rambling RECORDS、2009年6月)
- Sector b (AIRPLANE LABEL、2011年9月7日)

### 類家心平＆中嶋錠二名義
- N.40°（APOLLO SOUNDS、2014年2月5日）
- DUO（コアポート、2022年5月）

### 菊地成孔ダブ・セクステット
- THE REVOLUTION WILL NOT BE COMPUTERIZED (ewe、2007年12月）
- Dub Orbits (ewe、2008年7月）
- In Tokyo（ewe、2008年11月）

### urb
- urb（SMJ、2004年2月）
- bru（SMJ、2004年7月）
- afterdark（SMJ、2005年1月）
- urb＋bru（SMJ、2005年6月）

### SUPER☆STARS
- JAZZ!!（ポニーキャニオン、2007年6月）

### ROUTINE JAZZ QUINTET PRODUCED BY KEI KOBAYASHI
- ROUTINE JAZZ QUINTET（routinerecords、2008年1月）

### ROUTINE JAZZ SEXTET PRODUCED BY KEI KOBAYASHI
- ROUTINE JAZZ SEXTET（routinerecords、2008年10月）

### KINGDOM☆AFROCKS
- LIVE IN AFROCITY（2008年6月）

### SUGIZO
- RISE TO COSMIC DANCE (DVD)（2009年3月）

### RS5PB
メンバー：類家心平(Tp)、田中tak拓也(G)、中嶋錠二(P, Key)、鉄井孝司(B)、吉岡大輔(Dr)
- 4 AM (T5Jazz Records、2013年11月20日)
- UNDA (T5Jazz Records、2016年3月23日)

- RS5pb（T5Jazz Records、2020年3月25日）
- Live from Yokohama（T5Jazz Records、2022年1月）

### 類家心平＆山田貴子名義
- LIVE IN TOKYO（信州JAZZ民、2022年3月）

### RUIKE SHINPEI QUARTET
類家心平(Tp)、中嶋錠二(P)、鉄井孝司(B)、吉岡大輔(Dr)
- Lady's Blues（T5Jazz Records、2019年）

### サイドマンとしての参加
- bogalusa（TALKING ABOUT DIME 2007年4月）
- noon（FOR YOU - noon's best2007年11月）
- thirdiq（monologue 2007年12月）
- JAMNUTS（Nu JAM 2007年8月）
- FAT LOOP（FAT LOOP vol2、2008年3月）
- vusik（vusik、2008年4月）
- SUGIZO（COSMOSCAPE、2008年7月）
- 万波麻希（The World of Sence、2008年10月）
- 上妻宏光（AGATSUMA Plays Standards、2008年10月）
- vusik（Cinematic scenery is here、2009年6月）
- UA（ATTA、2009年7月）

## テレビ・ラジオ・映画
- 「儲かりマンデー!!」 TBSテレビ系 エンディングテーマ曲 「Half」(作曲 類家心平、urb「afterdark」より) 2005年1月
- 「坂道のアポロン」のアニメ版、実写版、共にトランペット演奏を担当する。

## 雑誌掲載
- JAZZ LIFE 2009年7月号 インタビュー掲載 (取材：西之原薫 撮影：桧川泰治)
- 婦人公論 2009年8月7日発売号 カルチャーセレクションMUSIC掲載 (文)中川ヨウ